# Adriana Altaras

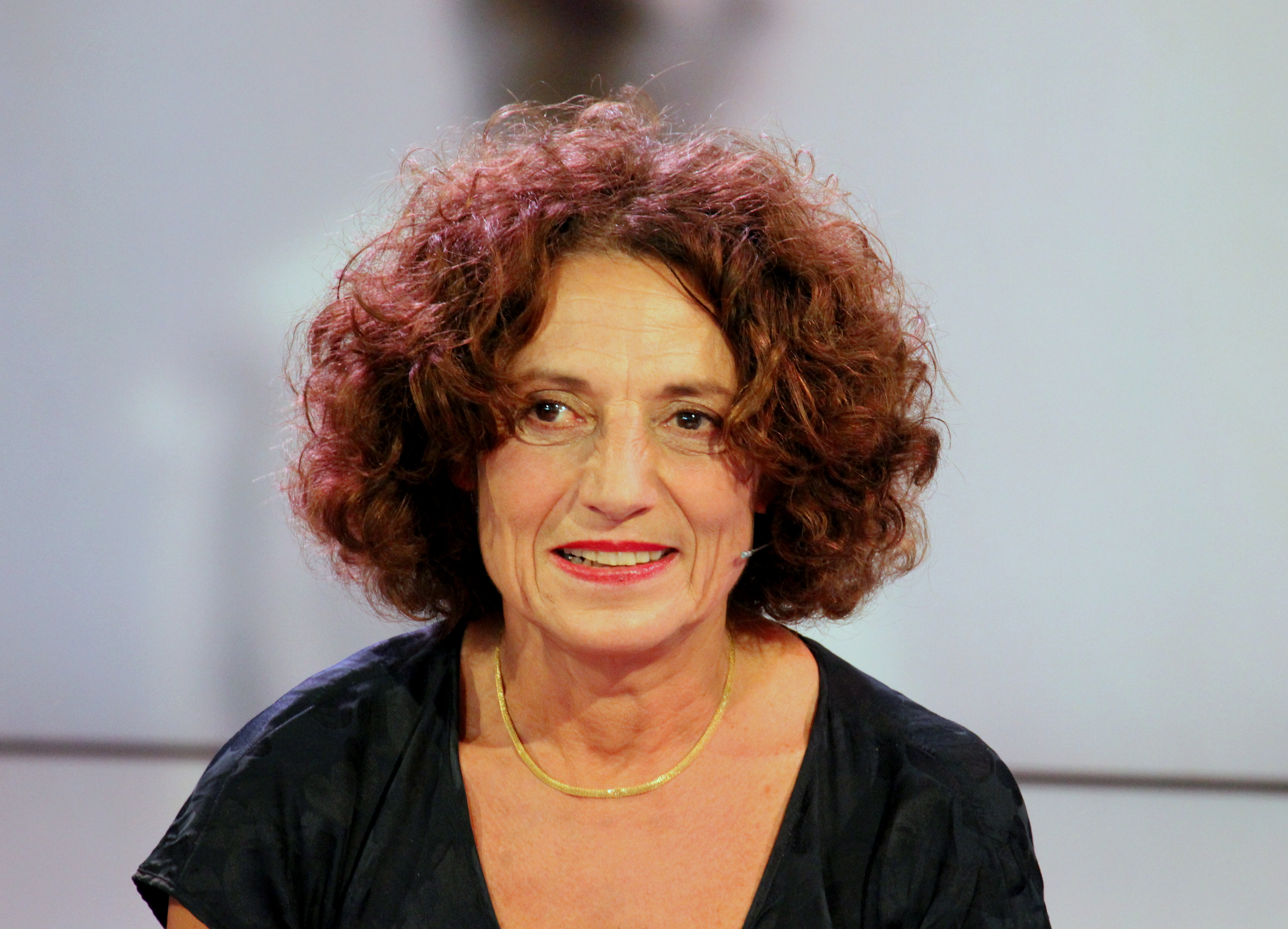
Adriana Altaras auf der Frankfurter Buchmesse 2018

Adriana Altaras (* 6. April 1960 in Zagreb, SFR Jugoslawien) ist eine deutsche Schauspielerin, Theater- und Opernregisseurin und Autorin.

## Leben
Adriana Altaras ist die Tochter ehemaliger jüdischer Partisanen aus dem heutigen Kroatien, Jakob Altaras und Thea Altaras. Der Vater setzte sich 1964 ins Ausland ab, die Familie sollte nachkommen. Die Behörden entzogen jedoch der Mutter den Pass. Familienmitglieder aus Mantua schmuggelten daraufhin die vierjährige Tochter aus dem Land. Drei Jahre lang lebte sie bei Tante und Onkel in Italien. 1967 kam Adriana mit den Eltern in Gießen zusammen, die dort 1978 die jüdische Gemeinde gründeten. Sie besuchte die Waldorfschule in Marburg und studierte nach dem Abitur bis 1983 Schauspiel an der Hochschule der Künste (HdK) in Berlin.
Nach einem Studienaufenthalt in New York City war sie Mitgründerin des freien Theaters zum westlichen Stadthirschen in Berlin, wo sie neben der Schauspielerei auch als Regisseurin und Autorin tätig war. Gastengagements erhielt sie als Schauspielerin am Maxim-Gorki-Theater und an der Freien Volksbühne in Berlin sowie in Stuttgart, Konstanz und Basel.
Anfang der 1980er Jahre erhielt sie erste Filmrollen; dennoch lag der Schwerpunkt ihrer Arbeit weiterhin bei den unterschiedlichen Theaterprojekten. Nach Regiearbeiten am Berliner Ensemble und an der Neuköllner Oper sorgte ihre Inszenierung der Vagina-Monologe für großen Erfolg, die mit wechselnden Schauspielerinnen 2001 in Berlin zu sehen war. Im Kino war sie vor allem in Filmen von Rudolf Thome zu sehen, mit dem sie seit den 1980er Jahren zusammenarbeitete. 1988 erhielt sie für ihre Rolle in Thomes Film Das Mikroskop den Deutschen Filmpreis.
Neben der Theater- und Filmarbeit war sie für Steven Spielbergs Shoah Foundation als Interviewerin tätig und als Dozentin an der HdK im Bereich Musicaldarstellung. Sie schreibt regelmäßig in Zeit Online in der Kategorie Freitext, unter anderem im Mai 2016 Ausflug ins Land der Dichter und Henker.
Regina Schilling drehte nach der Buchvorlage von Adriana Altaras über sie den Film Titos Brille (2014), in dem sie auf der Suche nach ihrer familiären Vergangenheit durch ihre kroatische Heimat reist. In ihrem Roman Doitscha. Eine jüdische Mutter packt aus ist das Kapitel man briderl zweisprachig in Jiddisch und Deutsch geschrieben.
Sie hat zusammen mit dem Komponisten Wolfgang Böhmer zwei Söhne, Aaron Altaras und Leo Altaras.

## Filmografie (Auswahl)
- 1964: Es geschah in Bosniens Bergen (Nikoletina Bursać) – Regie: Branko Bauer[9]
- 1982: Dorado (one way) – Regie: Reinhard Münster
- 1984: 45 Fieber – Die Vier aus der Zwischenzeit
- 1987: In der Wüste – Regie: Rafael Fuster Pardo
- 1988: Das Mikroskop – Regie: Rudolf Thome
- 1988: Der Philosoph – Regie: Rudolf Thome (mit Johannes Herrschmann)
- 1989: Sieben Frauen – Regie: Rudolf Thome
- 1990–1992: Siebenstein – Regie: Karl-Heinz Käfer
- 1994: Löwenzahn – Eine dolle Knolle
- 1995: Das Geheimnis – Regie: Rudolf Thome
- 1996: Kondom des Grauens – Regie: Martin Walz
- 1997: Tatort – Gefährliche Übertragung – Regie: Petra Haffter
- 1997: Liebe Lügen – Regie: Martin Walz
- 1999: Apokalypso – Regie: Martin Walz
- 2000: Paradiso – Sieben Tage mit sieben Frauen – Regie: Rudolf Thome
- 2003: Rot und Blau – Regie: Rudolf Thome
- 2003: Tor zum Himmel – Regie: Veit Helmer
- 2004: Alles auf Zucker! – Regie: Dani Levy
- 2006: Rauchzeichen – Regie: Rudolf Thome
- 2007: Nur ein kleines bisschen schwanger
- 2007: Mein Führer – Die wirklich wahrste Wahrheit über Adolf Hitler – Regie: Dani Levy
- 2007: Vollidiot – Regie: Tobi Baumann
- 2007: Stellungswechsel
- 2007: Pastewka – Staffel 3 (TV-Serie)
- 2009: Die Gräfin
- 2011: Bloch – Inschallah – Regie: Thomas Jauch
- 2013: Danni Lowinski
- 2014: Josephine Klick – Allein unter Cops
- 2015: Nacht der Angst – Regie: Gabriela Zerhau
- 2016: Keine Ehe ohne Pause
- 2016–2020:  Der Kroatien-Krimi (Fernsehreihe)
  - 2016:  Der Teufel von Split
  - 2016:  Tod einer Legende
  - 2017:  Mord auf Vis
  - 2017:  Messer am Hals
  - 2019: Der Mädchenmörder von Krac
  - 2019: Der Henker
  - 2020: Tote Mädchen
- 2019: Das perfekte Geheimnis – Regie: Bora Dagtekin
- 2021: Blackout (Fernsehserie)
- 2022: Ella Schön – Staffel 5 (TV-Serie)
- 2024: Morden im Norden – Verschwunden (Folge 152)
- 2024: Die Eifelpraxis – Wann, wenn nicht jetzt

## Operninszenierungen (Auswahl)
- 2022: Aida (Giuseppe Verdi), Staatstheater Braunschweig
- 2022: Die verkaufte Braut (Bedřich Smetana), Oper Graz

## Schriften
- Titos Brille. Die Geschichte meiner strapaziösen Familie. Kiepenheuer & Witsch, Köln 2011, ISBN 978-3-462-04297-9. Fischer Taschenbuch, ISBN 978-3-596-19304-2.
- Doitscha. Eine jüdische Mutter packt aus. Kiepenheuer & Witsch, Köln 2014, ISBN 978-3-462-04709-7.
  - als Hörbuch, gelesen von der Autorin u. a., Random House 2014, 5 CD 370 min.[10]
- Das Meer und ich waren im besten Alter: Geschichten aus meinem Alltag. Kiepenheuer & Witsch, Köln 2017, ISBN 978-3-462-04958-9.
- Die jüdische Souffleuse. Kiepenheuer & Witsch, Köln 2018, ISBN 978-3-462-05199-5.
- Besser allein als in schlechter Gesellschaft. Kiepenheuer & Witsch, Köln 2023, ISBN 978-3-462-00424-3.